# Marie-François-Sadi Carnot

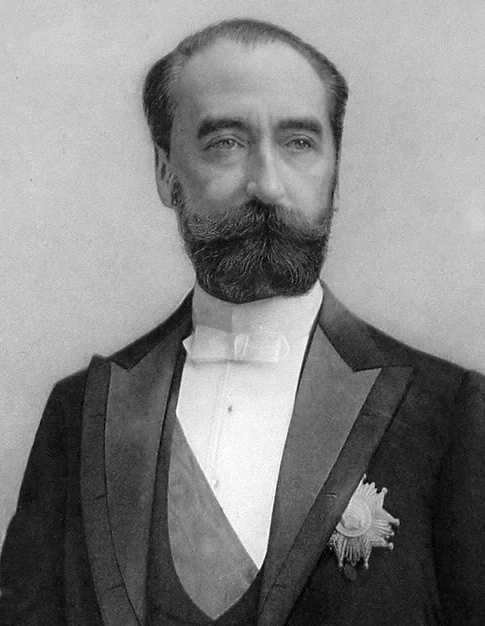
Marie-François-Sadi Carnot

Marie-François-Sadi Carnot (n. 11 august 1837, Limoges, Franța - d. 25 iunie 1894, Lyon, Franța) a fost un om politic francez, președinte al Franței în perioada 1887 - 1894.